# (572) Ребекка
(572) Ребекка (нем. Rebekka) — небольшой астероид главного пояса, относящийся к спектральному классу C. Открыт 19 сентября 1905 года немецким астрономом Паулем Гёцем и назван в честь молодой леди из Гейдельберга.
Фотометрические наблюдения, проведённые в 2007 году в Palmer Divide Observatory, Колорадо-Спрингс, позволили получить кривые блеска этого тела, из которых следовало, что период вращения астероида вокруг своей оси равняется 5,656 ± 0,002 часам, с изменением блеска по мере вращения 0,40 ± 0,02. Это согласуется с результатом в 5,65 часов, полученным ранее в 1998 году